# YouTube本社銃乱射事件
YouTube本社銃乱射事件（ユーチューブほんしゃじゅうらんしゃじけん）は、アメリカ合衆国・カリフォルニア州サンブルーノにある動画共有プラットフォーム・YouTubeの本社で2018年4月3日に発生した銃乱射事件である。
容疑者はサンディエゴ在住のYouTuberであったナジム・アグダム（英語: Nasim Najafi Aghdam）という女性であると発表した。

## 事件発生
2018年4月3日12時46分頃（太平洋標準時）、サンブルーノ警察によるとサンブルーノにあるYouTube本社で銃乱射事件が発生したと報告を受けた。YouTubeの従業員らはTwitterにて「YouTube本社で銃乱射。デスクにいたら、発砲の音がして人々が走っていくのが見えた。今は同僚と一緒にオフィスにバリケードをはっている」「ミーティングをしていたら廊下を大騒ぎして人々が走っていくのが聞こえた。最初は地震かと思った。自分も出口に向かう間、誰かが銃を持った人がいたが、自殺したようだと言っていた。床や階段には血のあとがあった」と投稿した。ヘリコプターの映像には、ガラス扉の中心部が割れ、破片が外の地面に散らばっていたのが映っていたという。
この事件で銃弾を受けた3人が負傷し、3人はサンフランシスコ総合病院に救急搬送された。事件後、アグダムは自ら銃を発射し、死亡した。

## 犯人
前述した通り、容疑者はYouTuberのナジム・アグダム（英語: Nasim Najafi Aghdam、犯行当時39歳）であった。アグダムはイランのウルミアで生まれ、両親はアゼルバイジャンからイランに移住した。1996年に家族と共にアメリカに移住した。アグダムはYouTubeのほか、FacebookやInstagram、Telegramにペルシア語、アゼルバイジャン語、トルコ語、英語でコンテンツを投稿していた。投稿されたコンテンツはイランではソーシャル・ネットワーキング・サービスで話題となり、幅広い注目を集めていたという。
事件発生前、カリフォルニア州サンタクララ郡マウンテンビューにて、地元警察はアグダムがウォルマートの駐車場にて車内で寝ているのを発見した。
サンブルーノ警察によると、アグダムは「YouTubeに腹を立てていたことが分かっており、それが動機だったと断定した」と発表した。アグダムが開設したYouTubeチャンネルでは、ペルシア語やトルコ語、英語でそれぞれ動画が投稿されており、ヴィーガンのボディービルダーを名乗り、動物愛護活動家と自己紹介していた。アグダムは「私のチャンネルを閲覧させないためにフィルターをかけた」と非難した上で、自身の動画閲覧に対し年齢制限がかけられ、投稿した動画に対する視聴回数の減少と広告収入支払いの停止に不満を訴えていたという。また、YouTubeは2018年4月3日までに重大な規定違反を理由としてアグダムのアカウントを停止した。

## 反応
- アメリカ大統領であったドナルド・トランプはTwitterにて「犠牲者に考えと祈りをする」と投稿した[16]。他に哀悼の意を表明した人物には、副大統領であったマイク・ペンス 、アメリカ下院議員であったナンシー・ペロシと上院議員であったダイアン・ファインスタインが含まれる[17][18][19]。
- Googleの最高経営責任者であるスンダー・ピチャイはTwitterにて「私とスーザン・ウォシッキー〈YouTubeのCEO〉はこの困難な時期を共に過ごし、従業員とYouTubeコミュニティをサポートすることに注力しています。警察とファーストレスポンダーの努力、そしてすべての支援のメッセージに感謝します。」と投稿した[20]。
- AppleのCEOであるティム・クック、Amazon.comのCEOであるジェフ・ベゾス、Googleの元CBOでありTwitterの会長であったオミッド・コーデスタニも哀悼の意を表明した[21]。